# Дания на летних Олимпийских играх 1920
Дания принимала участие в Летних Олимпийских играх 1920 года в Антверпене (Бельгия) в пятый раз за свою историю, и завоевала три золотые, девять серебряных и одну бронзовую медали. Сборную страны представляли 154 участника, из которых 4 женщины.
| Дания на олимпийских играх 1920 года в Антверпене | Дания на олимпийских играх 1920 года в Антверпене                                       | Дания на олимпийских играх 1920 года в Антверпене | Дания на олимпийских играх 1920 года в Антверпене | Дания на олимпийских играх 1920 года в Антверпене |
| Медали                                            | Спортсмены                                                                              | Вид спорта                                        | Дисциплина                                        | Результат                                         |
| ------------------------------------------------- | --------------------------------------------------------------------------------------- | ------------------------------------------------- | ------------------------------------------------- | ------------------------------------------------- |
| 1                                                 | Stefani Fryland Clausen                                                                 | Прыжки в воду                                     |                                                   | 173,0 очка                                        |
| 1                                                 | Niels Hansen Larsen Ларс Мадсен Anders Peter Nielsen Anders Petersen Erik Sætter-Larsen | Стрельба                                          | 300 метров                                        | 289                                               |
| 1                                                 | мужчины                                                                                 | Гимнастика                                        | вольная система                                   | 51,35 очков                                       |
| 2                                                 | Poul Hansen                                                                             | Борьба                                            | Греко-римская борьба                              |                                                   |
| 2                                                 | Gotfred Johansen                                                                        | Бокс                                              |                                                   |                                                   |
| 2                                                 | Niels Larsen                                                                            | Стрельба                                          | 300 метров, ружьё                                 | 985 очков                                         |
| 2                                                 | Ларс Мадсен                                                                             | Стрельба                                          | 300 метров                                        | 55 очков                                          |
| 2                                                 | Henry Petersen                                                                          | Лёгкая атлетика                                   | Прыжок с шестом                                   | 3,70 метра                                        |
| 2                                                 | Søren Petersen                                                                          | Бокс                                              |                                                   |                                                   |
| 2                                                 | Anders Petersen                                                                         | Бокс                                              |                                                   |                                                   |
| 2                                                 | мужчины                                                                                 | Гимнастика                                        | шведская система                                  | 1325 poeng                                        |
| 2                                                 | мужчины                                                                                 | Хоккей на траве                                   | мужчины                                           |                                                   |
| 3                                                 | Johannes Eriksen                                                                        | Борьба                                            | Греко-римская борьба                              |                                                   |

## Результаты соревнований

### Академическая гребля
Соревнования по академической гребле проходили с 27 по 29 августа на канале Виллебрук. Соревнования проходили по олимпийской системе. Из каждого заезда в следующий раунд выходил только победитель. В зависимости от дисциплины в финале участвовали либо 2, либо 3 сильнейших экипажа по итогам предварительных раундов.
Мужчины
| Соревнование | Спортсмены   | Первый раунд | Первый раунд | Первый раунд | Полуфинал            | Полуфинал            | Полуфинал            | Финал                | Финал                |
| Соревнование | Спортсмены   | Заезд        | Время        | Место        | Заезд                | Время                | Место                | Время                | Место                |
| ------------ | ------------ | ------------ | ------------ | ------------ | -------------------- | -------------------- | -------------------- | -------------------- | -------------------- |
| одиночки     | Теодор Эйрих | 4            | 8:11,0       | 2            | завершил выступление | завершил выступление | завершил выступление | завершил выступление | завершил выступление |

### Футбол

#### Мужчины
Состав команды
Сохус Хансен (GK), Стеэн Стеэнсен Бликер, Кристиан Грётен, Ивар Люкке, Нильс Миддельбё, Гуннар Оби, Альф Ольсен, Микаэль Рохде, Бернард Андерсен, Лео Даннин, Вигго Йоргенсен.
Запасные: Карл Хансен, Фриц Тарп, Йенс Йенсен, Поуль Гроэ, Поуль Нильсен, Свен Рингстед, Вильхельм Йоргенсен.
Результаты
Первый раунд
| 28 августа 1920 15:30  | \| Испания \| 1:0 (0:0) Отчёт \| Дания \| \| Патрисио Араболаса 54′ \| Голы \| \| | Стадион: Жозеф Марьен, Брюссель Зрителей: 3000 Судья: Виллем Эймерс |
| Испания                | 1:0 (0:0) Отчёт                                                                   | Дания                                                               |
| Патрисио Араболаса 54′ | Голы                                                                              |                                                                     |

Итог: 8-е место